# Purplewashing

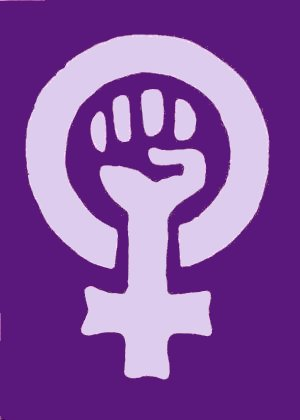
Le violet est une couleur historiquement associée au féminisme.

Purplewashing (lavage violet ou lavage de l’image violette) est un terme emprunté de l’anglais (purple, pourpre ou violet et whitewash, blanchiment) pour se référer, dans le contexte féministe, aux différentes stratégies politiques et de marketing dirigées à la promotion d’institutions, de pays, de personnes, de produits ou d’entreprises pour leurs compromis à l’égalité de genre,,,,,,.

## Description
Selon ses défenseurs, ce terme est utilisé spécialement pour refléter le blanchiment de l’image des pays occidentaux qui, sans avoir atteint une égalité réelle entre hommes et femmes, occulteraient ce déficit en démontrant comment des femmes d’autres pays et cultures sont dans des pires conditions de vie, en particulier aux femmes de pays majoritairement musulman,,.
Selon la journaliste économique Léa Lejeune, « c'est un ensemble de pratiques de marketing qui visent à faire croire qu'une entreprise est féministe et qu'elle œuvre pour l'égalité homme-femme, alors qu'elle n'a ni mis en place des mesures spécifiques, ni réfléchi à sa production, ni à la manière dont elle traite les femmes en interne ». En mars 2021, elle publie une enquête au Seuil sur le Féminisme washing, dans laquelle elle pointe du doigt des entreprises comme Dior, McDonald's, BNP Paribas, Amazon Web Services ou encore Uber.
Habituellement, ce terme est utilisé pour dénoncer l’usage sectaire qui serait fait du féminisme afin de promouvoir des discours ou des politiques xénophobes et islamophobes. Ce terme est en plus, utilisé pour signaler l’élément paradoxal sexiste de ces actions qui s’appliqueraient majoritairement à des femmes, comme l’interdiction de se vêtir d’une certaine façon ou encore la négation de certains services,,,.
Pour certaines activistes féministes, face à ce qu'elles dénoncent comme une instrumentalisation des droits des femmes, la seule réponse possible et émancipatrice pour toutes les minorités est la solidarité intersectionnelle entre les différents groupes opprimés comme les femmes et les migrants.
L'ONG The Tahir Institute for Middle East Policy a révélé le 26 septembre 2022 que pour minorer ses atteintes aux droits de l'homme, le président de l'Égypte Abdel Fattah al-Sissi a promu une politique en faveur de certains droits des femmes ces dernières années. Il s'est décrit comme le sauveur des femmes égyptiennes, en opposition aux Frères musulmans. Cependant, l'ONG égyptienne We Record a rapporté que 312 femmes ont été tuées lors de manifestations antigouvernementales, tandis que 2 629 ont été détenues et 69 ont disparu de force avant de réapparaître plus tard pour être accusées de fausses allégations, entre juin 2013 et juin 2019. Après cela, 203 cas de violence politique - disparitions forcées, arrestations arbitraires et meurtres extrajudiciaires - contre des militantes ont été documentés en 2021. De plus, les tests de virginité, les abus physiques et psychologiques, la violence sexuelle et les inspections génitales forcées pour les femmes transgenres comptent parmi les pratiques cruelles auxquelles les femmes détenues sont exposées tout au long de leur détention. L'État ne reconnaissant pas les femmes transgenres, celles-ci sont incarcérées dans les prisons masculines. En 2022, les femmes ont été ciblées pour chanter et danser. En outre, au moins 9 femmes ont été arrêtées et inculpées dans l'affaire des « Tiktok Girls » depuis 2020, estimant qu'elles violaient les valeurs familiales.
Après la Journée internationale des femmes[Laquelle ?], les Émirats arabes unis (ÉAU) continuent leurs efforts pour améliorer leur image en faveur des droits des femmes, mais ces tentatives sont considérées comme non sincères. En effet, même si la constitution des ÉAU défend théoriquement les droits humains, le pays met toujours en œuvre, en pratique, des lois discriminatoires. Il s'agit notamment d'un système de tutelle masculine, qui permet aux hommes de dominer les femmes membres de leur famille, et des droits inégaux dans divers aspects, tels que le mariage, le divorce, la garde des enfants et l'héritage.
L'avocat d'origine irlandaise Caoilfhionn Gallagher KC a révélé le contraste frappant entre la façade glamour de Dubaï et sa sombre réalité. En juillet 2024, Tori Towey est retournée en Irlande après une expérience pénible à Dubaï. Bien qu'elle ait été victime de violence domestique, elle a fait face à des accusations criminelles des autorités de Dubaï pour une tentative de suicide et de consommation d'alcool et a eu une interdiction de voyager à lui[pas clair], plutôt que de recevoir la protection dont elle avait besoin,,